# Lepidium phlebopetalum
Lepidium phlebopetalum là một loài thực vật có hoa trong họ Cải. Loài này được (F. Mull.) F. Mull. mô tả khoa học đầu tiên năm 1862.